# Geertruida van Myllendonk

familiewapen

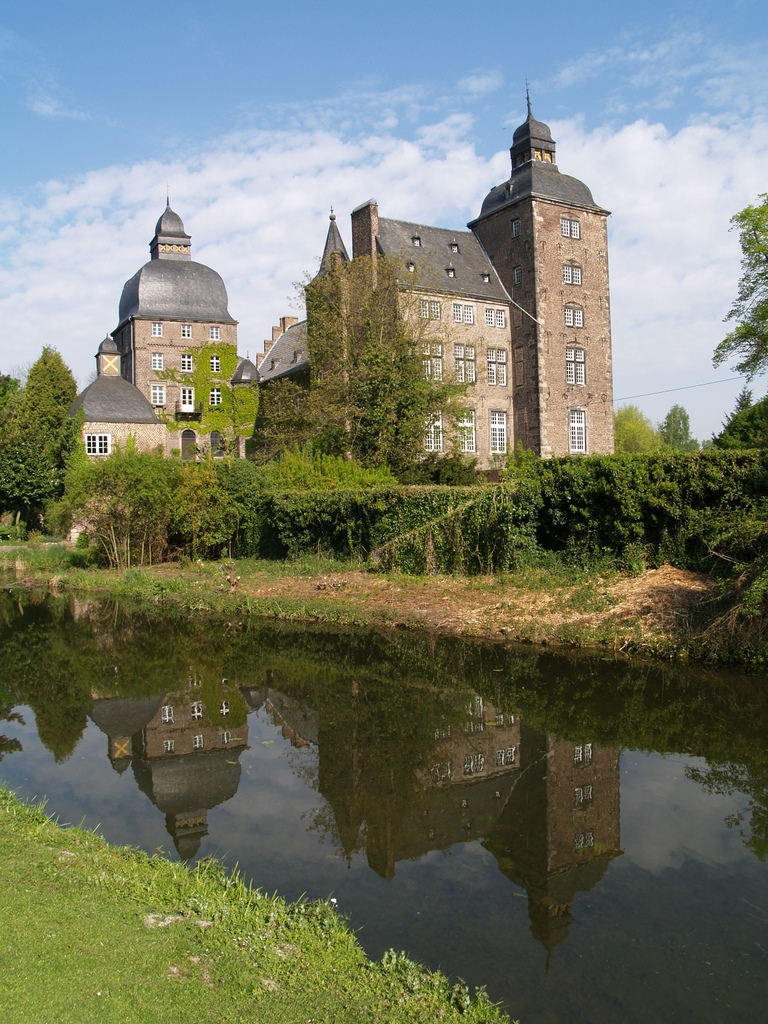
Kasteel Millendonck

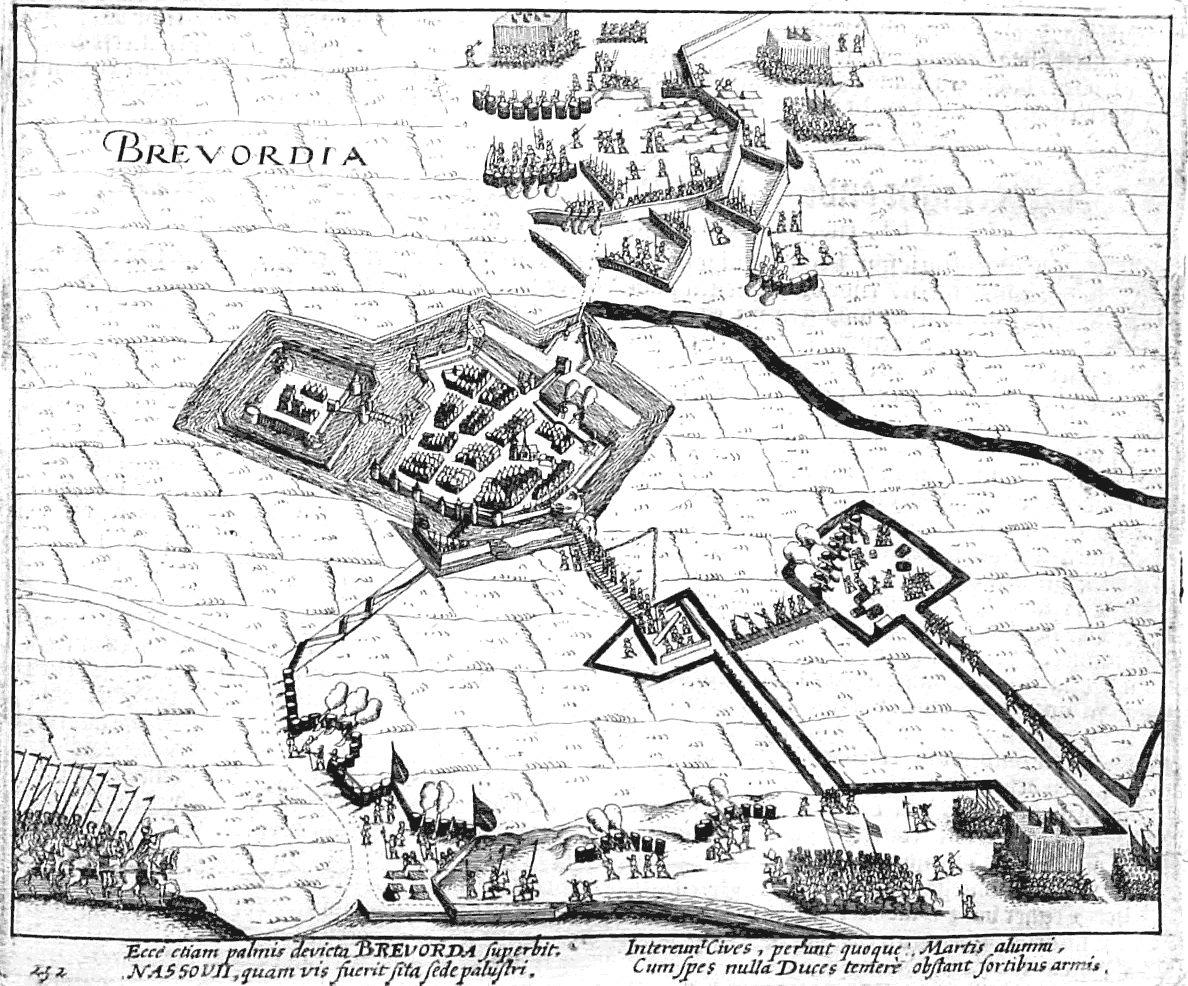
Beleg van Bredevoort (1597)

Geertruida van Myllendonk of Gertrud von Milendonck (Myllendonk bij Keulen, 1552 – Anholt, 23 november 1612) was vrouwe van Drachenfels, Königswinter, Anholt en pandvrouwe van Bredevoort.  

## Biografie
Zij werd in 1552 geboren als dochter van Dietrich von Millendonck heer van Drachenfels en Theodora Van Bronckhorst-Batenburg op het kasteel van Millendonck. Op 13 mei 1576 trouwde zij met Jacob van Bronckhorst-Batenburg in Anholt. Zij kregen drie kinderen:
- Dirk IV van Bronckhorst-Batenburg-Anholt graaf van Bronckhorst, vrijheer van Batenburg en heer van Anholt, Moyland en Bahr (24 maart 1578 - 16 juni 1649).
- Johan Jakob van Bronckhorst-Batenburg graaf van Batenburg en Anholt (12 augustus 1579-19 oktober 1630)
- Elisabeth van Bronckhorst-Batenburg (Aalten, februari 1582-1629). Zij trouwde in 1613 met Willem van Ketteler heer van Lage (ca. 1575-1643).

## Geschiedenis
Als in 1582 haar man Jacob van Bronckhorst-Batenburg tijdens het ontzet van Lochem aan Spaanse zijde sterft neemt zij het bestuur over midden in een roerige tijd. De Tachtigjarige Oorlog is in volle gang en het front ligt dan midden in haar gebied.
In Winterswijk was Gertrud niet erg geliefd. Als Johan Rump in Winterswijk tot voogd benoemd wordt, gebeurt dat buiten Gertrud om. De drost van Bredevoort benoemd dan Otto Volmer, en laat Rump arresteren. Dat leidt in Bredevoort weer tot onrust, waardoor Gertrud gedwongen wordt Rump te vervangen door haar Antwerpse/Brusselse zaakwaarnemer Gottfried Gerardi. Pas als Jacob Vockink wordt geïnstalleerd keert in Winterswijk de rust terug.
Haar vader Diederik van Bronckhorst-Batenburg had Bredevoort buiten de oorlog willen houden, op voorwaarde dat vanuit Bredevoort soldaten van voedsel werden voorzien in Groenlo vertrok het Spaanse garnizoen. Diederick probeerde intussen de heerlijkheid Anholt en de heerlijkheid Bredevoort buiten de strijd te houden en laat herhaaldelijk weten dat de Spaanse koning geen soevereine rechten heeft op Anholt en Bredevoort. Zijn zoon neemt dienst in het leger van Parma als keizerlijk veldmaarschalk, en in die hoedanigheid weet hij ook in 1580 het belegerde Anholt te ontzetten, Bredevoort alsnog van een sterk garnizoen te voorzien, en ook Groenlo in te nemen. De soevereiniteit van Anholt wordt uiteindelijk wel erkend, maar niet die van Bredevoort. Bredevoort was strategisch te belangrijk voor de Spanjaarden om deze buiten de strijd te houden. Gertrud van Milendock was als pandvrouwe van Bredevoort net als de Staten er op gebrand het Spaanse garnizoen uit de stad verwijderd te zien, maar krijgt geen toestemming van Parma. Intussen nam de macht van de Staatse legers toe.
Tijdens het Beleg van Bredevoort (1597) nam prins Maurits het stadje in. Pas in 1602 krijgt Gertrud de heerlijkheid Bredevoort van de Republiek terug. Dirk van Bronckhorst-Batenburg wil dan tot ontmanteling overgaan van Bredevoort omdat Bredevoort zo sterk was. Daarmee was voor hun immers de strijd om Bredevoort begonnen. De ontmanteling was tegen het zere been van prins Maurits die reeds veel energie in de inname van stad en heerlijkheid had gestoken waardoor de Staten van Gelderland de ontmanteling afkeurden. Als Geertruida dan in 1612 komt te overlijden lossen de Staten van Gelderland het pandschap af en wordt deze datzelfde jaar door prins Maurits overgenomen.